# Dibrski distrikt
Dibrski distrikt (albanski: Rrethi i Dibrës) je jedan od 36 distrikata u Albaniji, dio Dibrskog okruga. Po procjeni iz 2004. ima oko 86.000 stanovnika, a pokriva područje od 761 km². 
Nalazi se u istočnom dijelu zemlje, a sjedište mu je u gradu Piškopeji (alb. Peshkopi). Distrikt se sastoji od sljedećih općina:
- Arras
- Fushë-Çidhën
- Fushë-Muhurr
- Kala e Dodës
- Kastriot
- Lurë
- Luzni
- Maqellarë
- Melan
- Peshkopi*
- Qendër Tomin
- Selishtë
- Sllovë
- Zall-Dardhë
- Zall-Reç